# Mall Aventura Iquitos
Mall Aventura Iquitos es un mall regional ubicado en San Juan, Ciudad de Iquitos, administrado y propiedad de Mall Aventura S.A. (propiedad de Ripley), inaugurado el 31 de agosto del 2023. Está ubicado en la Avenida José Abelardo Quiñones 1050, Las Ninfas 2, en el distrito de San Juan Bautista. Constituyendo un área arrendable de 50,000 m² y con un impacto en varias zonas geográficas, está designado como "centro comercial del tipo regional" según el Consejo Internacional de Centros Comerciales.
Estaba programada para ser construida en 2017, e inaugurada a inicios de 2021, pero por la crisis económica que pasaba todo el departamento de Loreto el proyecto se quedó en stand by hasta que se volvió a anunciar el inicio de construcción a mediados de 2021 y su finalización el 2023.

## Descripción
El 30 de enero de 2019 en Perú Retail, el presidente de la Asociación de Centros Comerciales del Perú (Accep), Juan José Calle, comunicó que el mall abriría en 2020. Bueno, ahora el rumor en estos días es que se empezaría a construir a inicios de abril de este año (2019), estando operativo en el segundo semestre de 2021.
Iquitos es la ciudad más septentrional del país, y eso entrega retos especiales a la distribución de los productos para culminar la ejecución del Mall Aventura. La ciudad no cuenta con transporte terrestre, y los únicos accesos son fluviales y aéreos. No obstante, Mall Aventura S.A. ha creado estrategias de producción y distribución desde la investigación de mercado local en Iquitos. Posteriormente, otros diarios expandieron la noticia sobre el proyecto.

## Historia

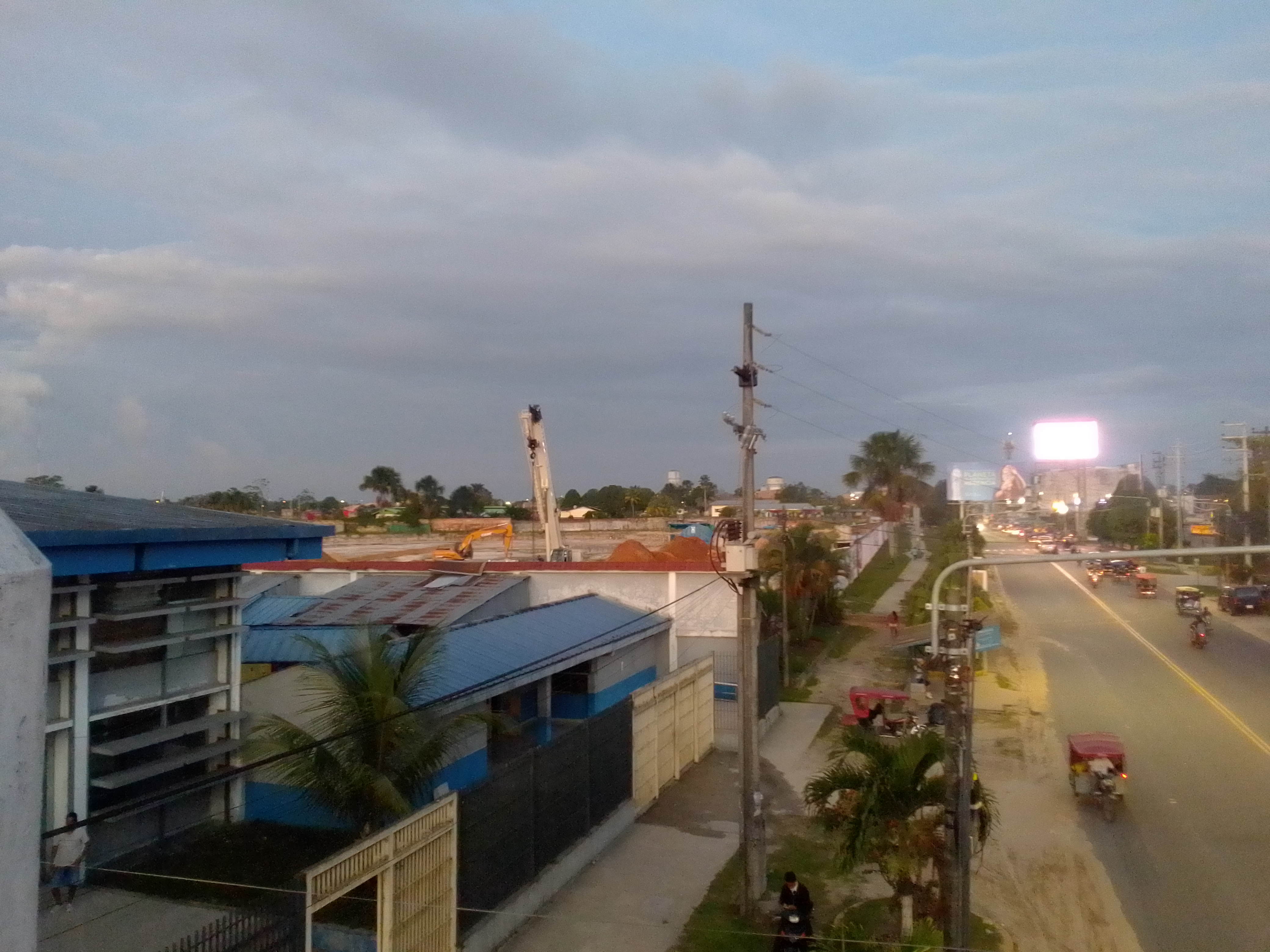
Inicios de la construcción del mall aventura en marzo de 2020.

Los primeros indicios sobre el Mall Aventura Iquitos surgieron en octubre de 2015. Acompañado por la llegada de Falabella y Mango a la ciudad, el proyecto del centro comercial había llegado a tomar fuerza.
El 28 de octubre de 2015, El Comercio reafirmó el proyecto explicando que costará 42 millones de dólares. A finales del mismo año, Cinemark fue confirmado indirectamente como la empresa de salas de cine para Iquitos.
Luego de la primera nota de La República sobre el centro comercial en enero de 2015, subsiguientemente, el año estuvo lleno de dudas sobre el avance del proyecto ante la ausencia de construcción en la etapa de levantamiento, y la falta de noticias respecto a la tardanza. Después que un debate apareció en redes sociales, Diario Ahora encontró que el percance ocurría debido a un problema legal sobre una pequeña área entre el terreno adquirido por Mall Aventura S.A. y la Facultad de Odontología de la Universidad Nacional de la Amazonia Peruana. A causa de la espera del fallo a favor de Mall Aventura S.A., el inicio de la construcción fue desplazado cerca a mediados del 2016, posterior al invierno amazónico.
El 24 de mayo de 2022, se anunció que la construcción conformaba el 35% hasta la fecha, y ya se arrendó el 75% de las tiendas anclas, y que tendrá el formato Oasis que se instaló en el Mall Aventura Santa Anita. También se informó que la cadena de cine que se instalará entró en debate, y podría definirse «entre los operadores actuales». La construcción del centro comercial podría expandirse aun más en el futuro debido a la disposición de terrenos poco ocupados en las proximidades.

## Marcas
Está programado la apertura de 100 tiendas menores, un complejo de cines de seis salas, una fast fashion de 2.000 m², un gimnasio de 1.300 m², un patio de comidas con 10 operadores, un boulevard gastronómico con cinco restaurantes.

### Tiendas anclas
- Falabella
- Ripley
- Sodimac
- Tottus
- Smart Fit

### Tiendas menores
- La Curacao
- Renzo Costa[16]
- Bata[16]
- American Brands[16]
- Tayssir
- Skechers
- Samsung
- Topitop
- Isadora
- Mumuso
- La Tinka
- Mi Farma
- ILAHUI
- Crocs
- Rock & Religion
- 200 Millas
- Credivargas
- I-Run
- THN
- Platanitos
- Bubble Gummers
- Xiaomi
- New Athletic
- Aruma
- Yamaha
- Triathlon
- Tai Loy
- Squeeze
- Entel
- Porta
- Pionier
- Mac Center (Apple)

### Restaurantes
- KFC[17]
- Bembos[18]
- UMARI
- Starbucks[19]
- Pizza Hut[20]
- Villa Chicken
- Rústica